# Erycibe nitidula
Erycibe nitidula är en vindeväxtart som beskrevs av Pilger. Erycibe nitidula ingår i släktet Erycibe och familjen vindeväxter. Inga underarter finns listade i Catalogue of Life.